# Francisco del Toro
General Francisco del Toro fue un militar mexicano que participó en la Revolución mexicana. Nació en Jalisco. En 1911 se incorporò a la revoluciòn con Rafael M Pedrajo. En 1912 se unió a Pascual Orozco en su lucha contra el gobierno de Francisco I. Madero; ante el cuartelazo, reconoció a Victoriano Huerta. Más tarde se unió a José Inés García Chávez, el rebelde michoacano; posteriormente fue aprehendido y fusilado por las fuerzas del gobierno en 1919.  